# جزیره یوس سودارسو
جزیره یوس سودارسو (انگلیسی: Yos Sudarso Island) یک جزیره در استان پاپوآ، اندونزی است.
این جزیره دارای  ۱۱۷۴۲ کیلومتر مربع مساحت و ۱۱٬۰۰۰ نفر جمعیت می‌باشد.